# Jo Bauer-Stumpff
Johanna (Jo) Bauer-Stumpff (Amsterdam, 22 maart 1873 – aldaar, 19 december 1964) was een Nederlandse schilderes en tekenares.

## Leven en werk
Bauer-Stumpff was een dochter van Willem Stumpff, directeur-gérant bij het Koninklijk Nederlands toneel, en Anna Catharina Margaretha Klinkert. Ze behaalde de akte M.O. tekenen aan de Rijksnormaalschool voor Teekenonderwijzers en studeerde vervolgens onder professor August Allebé aan de Rijksakademie van beeldende kunsten (1894-1900), waar ze van een loge gebruik mocht maken. Ze gaf een tijdje zelf les. Bauer wordt gerekend tot de Amsterdamse Joffers, met Lizzy Ansingh, Ans van den Berg, Nelly Bodenheim, Marie van Regteren Altena, Coba Ritsema, Suze Robertson, Jacoba Surie en Betsy Westendorp-Osieck. Jo Bauer-Stumpff was lid van de kunstenaarsvereniging Sint Lucas in Amsterdam.
In 1902 trouwde ze met de schilder Marius Bauer (1867-1932), het huwelijk bleef kinderloos. Het paar bewoonde Villa Stamboel in Aerdenhout, die was ontworpen door haar zwager Willem Cornelis Bauer en woonde vanaf 1916 in Amsterdam. Het paar reisde geregeld naar het buitenland. Bauer-Stumpff stopte na haar huwelijk met schilderen en verzorgde voor haar man de zakelijke kant van het kunstenaarschap. Na diens overlijden pakte ze zelf de kwast weer op. Ze schilderde vooral stillevens en portretten. Werk van haar bevindt zich in de collecties van onder andere het Gemeentemuseum Den Haag en het Singer Laren. In 1949 schonk ze een groot aantal schetsboeken van haar man aan het Rijksmuseum Amsterdam.